# Guillaume II de Cagliari
Guillaume II Salusio V de Cagliari (en italien  Guglielmo II Salusio V di Massa, sarde : Guglielmu II Salusi V) (mort en 1254) fut Juge de Cagliari de 1232 à sa mort.

## Origine
Guillaume est le fils unique de Benedetta de Cagliari et du Juge Barisone III d'Arborée (1207-1217) qui règne à Cagliari sous le nom de « Torchitorio IV ». Il naît après leur union en 1214. Il est baptisé sous le nom de Guillaume porté par son grand-père maternel Guillaume de Massa mais il reçoit comme nom de règne celui de « Salusio V », l'un des noms traditionnels portés par les dynastes de Cagliari en alternance avec celui de  Torchitorio (sarde : Trogodori). Dans les documents officiels il est nommé « Salusio V » bien qu'il soit connu dans l'historiographie le nom de « Guillaume II de Cagliari ».
Il apparaît encore enfant dans les donations faites par sa mère à l'Église au cours des années 1225/1226. Après les règnes de sa mère avec ses trois époux successifs, Lamberto Visconti di Eldizio (jusqu'en –1225), Enrico di Ceola Juge (1226-1227) puis  Rinaldo de Gualandi Juge (1227-1230), il exerce nominalement le gouvernement de Cagliari. En 1230,Ubaldo Visconti Juge de Gallura envahit  Cagliari, mais les della Gherardesca  de Pise le repoussent au nom de  Benedetta et de son jeune fils Guillaume.
Benedetta meurt fin 1232 et le Judicat de Cagliari est partagé de facto entre plusieurs familles pisanes bien que Guillaume II et son successeur continuent à régner nominalement. Du fait de son jeune âge il reste sous la régence de tante maternelle Agnese et de l'époux de cette dernière Mariano II de Torres Juge de Logudoro. il n'est toutefois qu'une marionnette entre les mains des Pisans. En 1235, il atteint sa majorité et volontairement il fait sa soumission complète à la république de Pise. Dans ce contexte son règne est pacifique bien qu'il soit en conflit avec  les Visconti du Judicat de Gallura jusqu'en 1244 qu'il combat avec l'appui de Ranieri Della Gherardesca di Bolgheri, second époux de sa tante  Agnese. En 1239, il conclut un traité avec Léonard, l'archevêque de Cagliari, mais il n'est qu'un pion dans le jeu de la république de Pise. Il meurt en 1254 et son fils (?) Jean lui succède sous le nom de règne dynastique traditionnel de « Torchitorio ou Trogodori  V ».

## Sources
- (it) Gian Giacomo Ortu La Sardegna dei giudici Regione autonoma della Sardegna, 2005,  (ISBN 8889801026) « La distruzione di Sant'Igia » p. 176-179.
- (en) Site Medieval Lands : Judges of Cagliari (Sardinia).
- (en)[PDF] Site de I. Mladjov Medieval Sardinia (Sardegna), consulté le 10 avril 2021.